# Dvorje (Cerklje na Gorenjskem, Slovenija)
Dvorje je naselje u slovenskoj Općini Cerklju na Gorenjskem. Dvorje se nalazi u pokrajini Gorenjskoj i statističkoj regiji Gorenjskoj. 

## Stanovništvo
Prema popisu stanovništva iz 2002. godine naselje je imalo 414 stanovnika.